# Andrea Papetti
Andrea Papetti (* 3. Juli 2002 in Cernusco sul Naviglio) ist ein italienischer Fußballspieler, der bei Brescia Calcio unter Vertrag steht.

## Karriere
Der in Cernusco sul Naviglio geborene Andrea Papetti entstammt der Jugendabteilung von Brescia Calcio. Der Innenverteidiger wurde im März 2020 erstmals in die erste Mannschaft des Vereins beordert, welche in dieser Saison 2019/20 akut abstiegsgefährdet war. Am 9. März 2020 (26. Spieltag) debütierte er mit 17 Jahren bei der 0:3-Auswärtsniederlage gegen den US Sassuolo Calcio in der höchsten italienischen Spielklasse. Auch in den nächsten Ligaspielen stand er in der Startelf. Am 5. Juli (30. Spieltag) erzielte er beim 2:0-Heimsieg gegen Hellas Verona sein erstes Tor und war bis dorthin hinter Sebastiano Esposito und Amad Diallo der drittjüngste Torschütze der Spielzeit. Papetti absolvierte 11 Ligaspiele in der Rückrunde, allerdings beendete der Verein die Saison auf dem 19. Tabellenplatz und stieg in die Serie B ab.